# Heterosaccus distortus
Heterosaccus distortus is een krabbezakjessoort uit de familie van de Sacculinidae.